# Frans Julius Johan Heringa van Eysinga
Frans Julius Johan Heringa van Eysinga (Rauwerd, 28 oktober 1683 (gedoopt) - Leeuwarden, 17 februari 1730) was een Nederland bestuurder.

## Biografie
Van Eysinga was een zoon van Tjalling Aede Johan Heringa van Eysinga (1655-1690) en Sytske (Cecilia) Aebinga van Humalda (1658-1700). Hij werd op 28 oktober 1683 gedoopt te Rauwerd. Hij is een telg van de familie Van Eysinga. 
Van Eysinga werd in 1700 ingeschreven als student aan de universiteit van Franeker. Hij trad in militaire dienst en werd in 1714 bevorderd tot kapitein. Nog datzelfde jaar volgde hij zijn zwager Tjalling van Sixma op als grietman van Rauwerderhem na diens vroegtijdige overlijden. Andere functies die hij bekleedde, waren: gecommitteerde van Admiraliteit op de Maze, gecommitteerde van Provinciale Rekenkamer van Friesland en lid van Gedeputeerde Staten van Friesland. In 1729 deed hij afstand van het grietmanschap ten gunste van zijn zoon Tjalling Aedo Johan Heringa van Eysinga.
Van zijn ouders erfde Van Eysinga de Jongema State te Rauwerd, destijds de hoofdzetel van de familie Van Eysinga.

## Huwelijk en kinderen
Van Eysinga trouwde op 18 oktober 1716 te Dronrijp met Catharina Lucia van Heemstra (1690-1767), dochter van Schelto van Heemstra en Lucia van Burmania. Het echtpaar kreeg vijf kinderen:
- Cecilia Johanna van Eysinga (1719-1775), trouwde met Cornelis van Scheltinga (1718-1775). Hun zoons Martinus van Scheltinga en Frans Julius Johan van Scheltinga waren beiden grietman van Kollumerland en Nieuwkruisland.
- Tjalling Aedo Johan Heringa van Eysinga (1721-1768), trouwde met zijn nicht Cecilia van Sminia, dochter van Idzard van Sminia en Tjallinga van Eysinga. Hij volgde zijn vader op als grietman van Rauwerderhem.
- Schelte (later Hessel Roorda) van Eysinga (1722-1790), trouwde met Catharina Johanna Vegelin van Claerbergen, dochter van Johan Vegelin van Claerbergen, grietman van Doniawerstal. Roorda van Eysinga volgde zijn zwager Hessel Vegelin van Claerbergen op als grietman van Haskerland
- Catharina Maria van Eysinga (1724-1753), trouwde met Hessel Vegelin van Claerbergen, grietman van Haskerland en zoon van Johan Vegelin van Claerbergen.
- Lucia Helena van Eysinga (1728-1755).

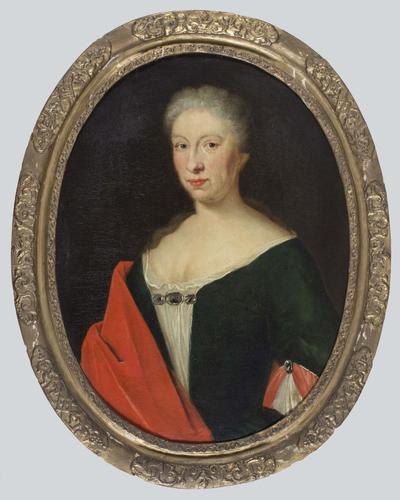
Portret van Catharina Lucia van Heemstra.
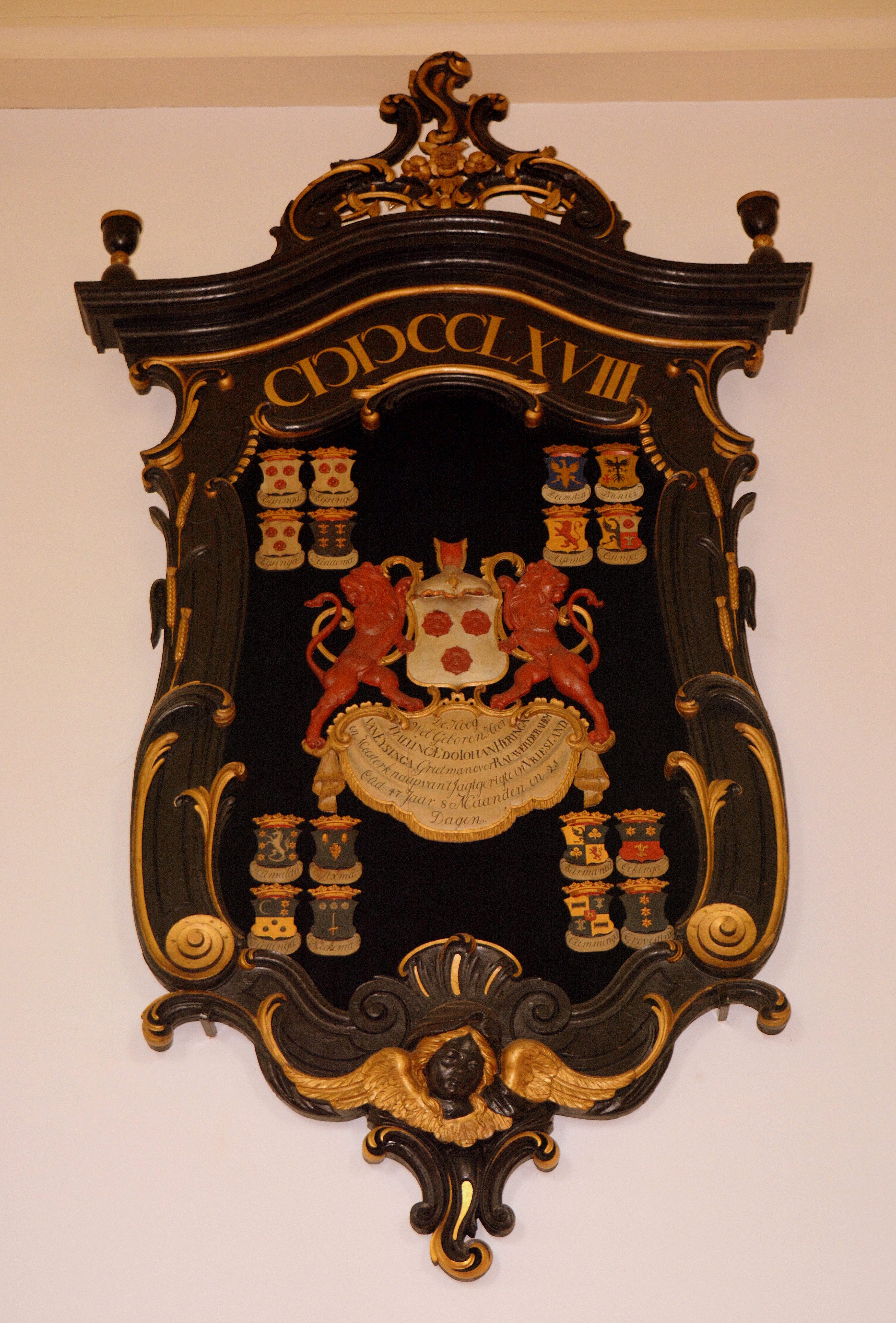
Rouwbord voor Tjalling Aedo Johan Heringa van Eysinga in de kerk van Rauwerd.
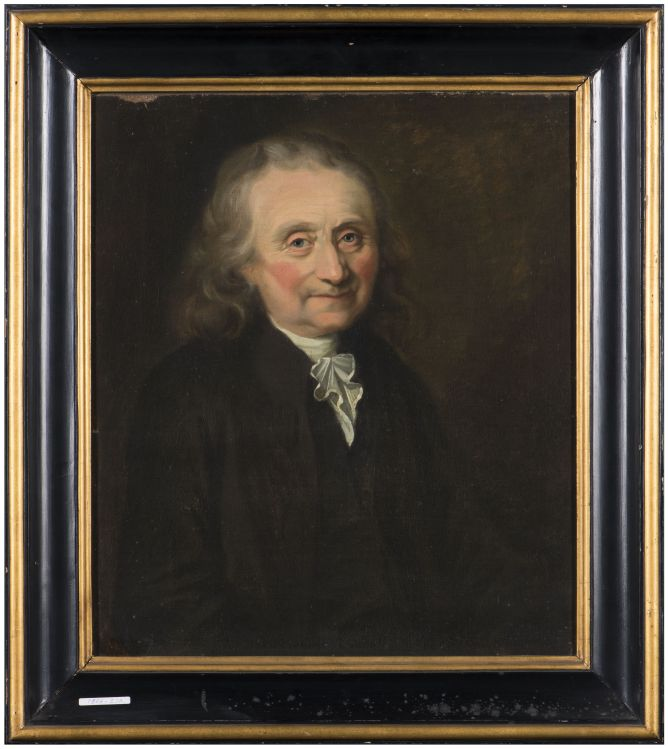
Portret van Schelte Hessel Roorda van Eysinga.